# Reacție de fisiune nucleară în lanț

Reacție nucleară în lanț

Reacția de fisiune nucleară în lanț este o reacție în care un neutron provoacă fisiunea unui atom, fisiune ce este urmată de producerea altor neutroni care determină fisiuni ale altor atomi.  O reacție de fisiune nucleară în lanț ar putea fi descrisă restrâns prin următoarele trei secvențe:
1. Atomii de uraniu-235 absorb neutroni și fisionează, cu formarea fragmentelor de fisiune, eliberând 2–3 neutroni per act de fisiune elementară și o oarecare cantitate de energie de legătură.
2. O parte din acești neutroni este absorbită de un atom de uraniu-238 și nu mai participă, în continuare, la reacție. O altă fracțiune din neutronii rezultați este pur și simplu pierdută în mediul/materialul înconjurător,  nemaiciocnindu-se cu alți atomi de uraniu, fapt pentru care nu mai participă la continuarea reacției. În final, o ultimă fracție din neutroni se ciocnește cu atomii de uraniu-235, care fisionează la rândul lor.
3. Acești noi neutroni pot propaga reacția de fisiune în lanț.

## Mecanism
O reacție de fisiune nucleară în lanț apare atunci când, în medie, cel puțin un eveniment de fisiune nucleară este cauzat de o reacție de fisiune nucleară anterioară, acest lucru putând conduce la o creștere exponențială a numărului de evenimente de fisiune nucleară.
O reacție de fisiune nucleră în lanț necontrolată în interiorul unei cantități suficiente de combustibil de fisiune (masă critică) poate să conducă la o eliberare explozivă de energie, acesta fiind, de altfel, principiul de funcționare al armelor nucleare. Reacția de fisiune nucleară în lanț poate fi, însă, controlată în mod adecvat și folosită ca sursă de energie (în reactori nucleari).
Intuitiv, ecuațiile de fisiune s-ar putea scrie:
•U-235 + 1 neutron = fragmente de fisiune +2,52 neutroni + 189 MeV
•Pu-239 + 1 neutron = fragmente de fisiune +2,95 neutroni + 200 MeV
Nu s-au luat în calcul cei 10 MeV corespunzând greu-detectabililor (și inutilizabililor) neutrini.
Când un atom greu suferă fisiunea nucleară, acesta se sparge în două sau mai multe fragmente de fisiune. Fiecare dintre aceste fragmente de fisiune este un atom al unui mult mai ușor element din tabelul periodic al elementelor.
Prin urmare, un neutron poate să cauzeze o reacție de fisiune nucleară care eliberează aproximativ 2–3 neutroni. Crucial este câți dintre aceștia cauzează, la rândul lor, alte evenimente de fisiune nucleară. Factorul efectiv de multiplicare a neutronilor, k, este numărul mediu de neutroni din acești 2–3 care propagă reacția de fisiune, în opoziție cu neutronii produși de fisiune care sunt absorbiți fără să mai cauzeze o nouă fisiune și cei pierduți (care părăsesc sistemul).
Timpul mediu de generare este timpul mediu scurs de la emisia neutronului până la captura de fisiune. Acest timp este foarte scurt: distanța parcursă este aproape cât diametrul masei critice; viteza poate fi de aproximativ 10.000 km/s și distanța de 10 cm, astfel încât timpul este de ordinul 10 ns.
Putem distinge următoarele cazuri:
•k < 1 (masă subcritică): plecând cu o fisiune, avem în medie un total de 1/(1-k) fisiuni. Orice început de reacție în lanț se stinge imediat.
•k = 1 (masă critică): plecând cu un neutron liber, valoarea medie a numărului de neutroni liberi rezultați este 1 în orice moment de timp; în timp există o oarecare probabilitate ca reacția în lanț să se stingă, fapt compensat prin existența, în fiecare moment de timp, a mai multor neutroni.
•k > 1 (masă supercritică): plecând cu un neutron liber, există probabilitatea nebanală ca acesta să nu cauzeze o fisiune sau ca un început de reacție în lanț să se stingă. Totuși, din moment ce numărul neutronilor liberi este destul de mare, este foarte probabil ca numărul lor să crească exponențial. Atât numărul de neutroni prezenți în agregat (și astfel rata instantanee a reacției de fisiune) cât și numărul de fisiuni apărute din momentul începerii reacției sunt proporționali cu e(k-1) t / g , unde g este timpul mediu de generare iar t este timpul scurs. Desigur, aceasta nu poate continua prea mult timp: k descrește când cantitatea rămasă de material de fisiune descrește; la fel, geometria și densitatea se modifică și ele: geometria se modifică în mod radical atunci când materialul de fisiune rămas este rupt în bucăți, sau, în alte circumstanțe, topit și curgând aiurea etc.
Atunci când k este aproape de 1, acest calcul supraestimează, cumva, „rata de dublare”. Când nucleul de uraniu absoarbe un neutron el intră într-o stare excitată de durată foarte scurtă, care dispare apoi pe mai multe căi posibile. În mod tipic, nucleul se dezintegrează în două fragmente (produși de fisiune), de obicei izotopi de iod și cesiu, cu expulzarea unui număr de neutroni. Produșii de fisiune sunt ei înșiși instabili, cu durate de viață mai lungi sau mai scurte, tipic de ordinul câtorva secunde, și se dezintegrează producând neutroni suplimentari.
În mod uzual, populația de neutroni emiși se împarte în două categorii: neutroni prompți și neutroni întârziați. Procentul neutronilor întârziați este mai mic de 1% din total. Într-un reactor nuclear, pentru a avea un proces stabil, valoarea k trebuie să fie în jur de 1. Când se atinge valoarea k = 1 luând în calcul toți neutronii obținuți prin fisiune, reacția se numește critică. Aceasta este situația atinsă într-un reactor nuclear. Acum modificările de putere sunt mici și controlabile cu ajutorul barelor de control. Când valoarea k = 1 se obține luând în calcul numai neutronii prompți, reacție se numește prompt-critică – poate să apară o rată de dublare mult mai mică, depinzând de criticitatea de exces (k - 1) Modificarea de reactivitate necesară pentru a trece de la critică la prompt-critică (adică fracția de neutroni întârziați) este definită ca un dolar.
Valoarea lui k este sporită de reflectorul de neutroni care înconjoară materialul fisil și de asemenea este sporită prin creșterea densității materialului fisionabil: pe fiecare centimetru parcurs, probabilitatea de ciocnire dintre un nucleu de și un neutron este proporțională cu densitatea, în timp ce distanța parcursă înainte de părăsire a sistemului este doar redusă de rădăcina cubică a densității. În metoda implozivă folosită la armele nucleare, detonarea are loc crescând densitatea cu un exploziv convențional.

### Probabilitatea unei reacții în lanț
Să presupunem că o fisiune a fost cauzată de ciocnirea dintre un neutron și un nucleu a produs 3 neutroni. De asemenea să presupunem k > 1. Probabilitatea ca un neutron să cauzeze o nouă fisiune este k / 3. Probabilitatea ca un neutron liber să nu cauzeze o reacție în lanț este (1 – k / 3) (nici o fisiune) plus probabilitatea a cel puțin o fisiune, atâta timp cât nici unul dintre cei trei neutroni produși nu cauzează o reacție în lanț. Ultima are probabilitatea de k / 3 ori cubul primei probabilități menționate că un neutro liber nu cauzează o reacție în lanț. Această ecuație poate fi rezolvată ușor și se găsește că probabilitatea unei reacții în lanț este 1,5 - 0,5[ (12/k)-3 ]1/2 care variază de la 0 pentru k = 1, la 1 pentru k = 3. Pentru valori ale lui k puțin mai mari decât 1, se găsește aproximativ k – 1.

### Predetonarea
Detonarea unei arme nucleare presupune aducerea foarte rapidă a materialului fisil în starea sa supercritică optimă. Pe durata acestui proces sistemul este supercritic dar nu încă în starea optimă pentru o reacție în lanț. Neutronii liberi, în particular cei proveniți din fisiuni spontane, pot cauza predetonarea. Pentru a respecta legea probabilității, durata acestei perioada este minimizată și se folosesc materiale fisionabile și alte materiale pentru care nu există prea multe fisiuni spontane. În fapt, combinația trebuie să fie astfel aleasă încât să nu existe nici o fisiune spontană pe durata fabricației (asamblării). În particular, metoda detonării nu poate fi folosită cu plutoniu.

## Scurt istoric
Conceptul de reacție de fisiune nucleară în lanț a fost dezvoltat de Leo Szilard în 1933, pentru care a solicitat, în anul următor, un patent de invenție.
În 1936 Leo Szilard a încercat să obțină o reacție în lanț folosind beriliu și indiu, dar a eșuat.
Prima reacție nucleară în lanț artificială, autoîntreținută a fost inițiată de Metallurgical Laboratory, condus de Enrico Fermi și Leo Szilard, sub peluza stadionului Universității din Chicago, la 2 decembrie 1942, în cadrul Proiectului Manhattan.
Singura reacție nucleară în lanț autoîntreținută natural a fost descoperită la Oklo în Septembrie 1972.